# 珀西·希斯
珀西·希斯（Percy Heath，1923年4月30日—2005年4月28日），美國爵士樂低音提琴手，次中音薩克斯風手，他與吉米·希斯、亞伯特·希斯於1975年組成希斯兄弟，他也是現代爵士四重奏成员。